# Мухин, Николай Алексеевич
Никола́й Алексе́евич Му́хин (4 декабря 1936, Москва — 28 января 2018, там же) — советский и российский терапевт, академик Российской академии медицинских наук (РАМН) c 1999 года и Российской академии наук (РАН) с 2011 года, директор Клиники нефрологии, внутренних и профессиональных заболеваний им. Е. М. Тареева, заведующий кафедрой терапии и профессиональных болезней Первого Московского государственного медицинского университета им. И. М. Сеченова, Заслуженный деятель науки РФ (1997). 
Дважды лауреат Государственной премии СССР (1983, 1991).

## Биография
После окончания 1-го Московского медицинского института им. И. М. Сеченова в 1960 году, два года работал на полярных станциях Земли Франца-Иосифа.

Июнь 1997 г. Выступление перед выпускниками Московской медицинской академии им. И. М. Сеченова

Н. А. Мухин — ученик и продолжатель дела выдающегося советского терапевта, академика Е. М. Тареева. После его смерти в 1986 году занял пост директора клиники и заведующего кафедрой.
Член Совета старейшин Сеченовского университета.
Заведовал кафедрой внутренних болезней на факультете фундаментальной медицины МГУ.
Кандидат медицинских наук с 1966 г.
Докторскую диссертацию, посвящённую различным аспектам проблемы амилоидоза, защитил в 1980 г.
Н. А. Мухин являлся научным консультантом/руководителем 56 докторских и кандидатских диссертаций.
Автор и соавтор 250 публикаций, 12 руководств и монографий, в том числе «Нефрология», «Диагностика и лечение болезней почек», 3 учебников («Пропедевтика внутренних болезней», «Внутренние болезни» в 2-х тт., «Поликлиническая терапия»).
Область научных интересов — внутренние болезни, нефрология, гепатология, пульмонология, ревматология.
Научная деятельность посвящена изучению вопросов нефропротективной стратегии, селективного иммунодепрессивного лечения болезней почек, патогенеза нефрита и амилоидоза, уратной нефропатии и поражения почек при системных васкулитах, а также проблемам гепатологии (вирусные гепатиты, болезнии накопления, аутоиммунные поражения печени), пульмонологии (лёгочные васкулиты, альвеолиты, саркоидоз), ревматологии (системные АНЦА-ассоциированные васкулиты, диффузные заболевания соединительной ткани).
Был заместителем председателя Всероссийского общества терапевтов, Московского научного общества терапевтов, Почётный председатель Научного общества нефрологов России, член Экспертного совета по терапии ВАК РФ, член редколлегий ряда медицинских журналов («Терапевтический архив», «Клиническая медицина», «Врач»).
Член Организационного комитета Конгрессов «Человек и лекарство», где систематически выступал с лекциями, клиническими разборами, научными докладами. Член совета экспертов «Федерального руководства для врачей по использованию лекарственных средств».
Награждён орденом Почёта (1991).
Умер в 2018 году. Похоронен на Химкинском кладбище.